# Lưu Tuyết Am
Lưu Tuyết Am (giản thể: 刘雪庵; phồn thể: 劉雪庵; bính âm: Liú xuĕān, 1905 - 1985) là một nhạc sĩ, giảng viên âm nhạc, quê Đồng Lương, Trùng Khánh, Tứ Xuyên. Ông được biết đến nhiều nhất qua ca khúc Hà nhật quân tái lai và sáng tác bài hát chính thức của Không lực Trung Hoa Dân quốc.

## Tiểu sử
Hồi trẻ, Lưu Tuyết Am học tại Trường Cao đẳng Nghệ thuật Thành Đô, khi đó học piano, chơi violin, hát opera và soạn nhạc, cho đến năm 1930 ông chuyển sang học tại Học viện âm nhạc Thượng Hải cùng Tiêu Hữu Mai, Hoàng Tự và các nhạc sĩ khác. Ông tốt nghiệp năm 1936, khi đó chiến tranh Trung - Nhật bắt đầu, ông đã tham gia phong trào chống Nhật và hoạt động cứu quốc từ rất sớm. Lưu Tuyết Am từng làm việc tại Học viên Giáo dục Tô Châu, Học viên Văn hóa và Giáo dục Giang Tô, Học viện âm nhạc Trung Hoa, Cao đẳng Sư phạm Giang Tô, Đại học Sư phạm Đông Trung Hoa, Đại học Sư phạm Bắc Kinh, trong thời gian đó ông được bổ nhiệm vào vị trí giáo sư tại Học viện âm nhạc Trung Hoa. Thời sinh viên ông viết ca khúc "Phiêu linh đích tuyết hoa", "Thái liên dao" và sau này trở nên nổi tiếng với ca khúc Hà nhật quân tái lai, Lưu vong tam bộ khúc.